# Hedersköld
Hedersköld var en svensk adelsätt.
Ättens stamfader anges i Anreps ättartavor vara en Johan Bengtsson Hök, som tituleras brukspatron i Närke och inspektor, och om vilken det uppges att han hade överinseendet av bygget av Ervalla kyrka. Hans hustru skulle enligt samma källa ha hetat Helena Andersdotter, men utan ytterligare upplysningar om hennes börd. Deras son Anders Hök arbetade sig upp inom regionala kanslier till befattningar i Kammarkollegium och var kamrerare när han år 1719 adlades med namnet Hedersköld. Ätten introducerades året därefter på nummer 1 634. Om hans adlande skriver Anders Anton von Stiernman att han vid åtskilliga kommissioner visat drist och skicklighet, i synnerhet hur kyrkans och hospitalens medel blivit använda. Hans hustru var änkan Catharina Kjerrulf vars far var borgare i Göteborg och som blev mor till den Gustaf som adlades med namnet Boneausköld samma år som halvbrodern Hedersköld.
Döttrarna gifte sig von Heland, Wachschlager och Modée. Ätten fortlevde på svärdssidan med Isaac Hedersköld som var kammarherre och gift med en Gripenstierna vars mor var en Heerdhielm. Dottern gifte sig borgerligt, och äldste sonen löjtnanten Anders var gift med dottern till en kolare vid Skeppsta bruk. Ätten var vid ingången till 1900-talet utslocknad.